# 比岑
比岑是德国莱茵兰-普法尔茨州的一个市镇。总面积2.30平方公里，总人口779人，其中男性391人，女性388人（2011年12月31日），人口密度339人/平方公里。